# Élections législatives danoises de 1906

Carte des résultats par circonscription

Les élections législatives danoises de 1906 ont eu lieu le 29 mai 1906.

## Résultats
| Inscrits                      | Inscrits                   | Inscrits                 | 438 005   |             |                       |                       |
| Abstentions                   | Abstentions                | Abstentions              | 132 277   | 30,2 %      |                       |                       |
| Votants                       | Votants                    | Votants                  | 305 728   | 69,8 %      |                       |                       |
|                               |                            |                          |           |             |                       |                       |
| Bulletins enregistrés         | Bulletins enregistrés      | Bulletins enregistrés    | 305 728   |             |                       |                       |
| Bulletins blancs ou nuls      | Bulletins blancs ou nuls   | Bulletins blancs ou nuls | 3 772     | 1,23 %      |                       |                       |
| Suffrages exprimés            | Suffrages exprimés         | Suffrages exprimés       | 301 956   | 98,77 %     | 114 sièges à pourvoir | 114 sièges à pourvoir |
|                               |                            |                          |           |             |                       |                       |
| Liste                         | Tête de liste              |                          | Suffrages | Pourcentage | Sièges acquis         | Var.                  |
| Parti de la réforme de gauche | Jens Christian Christensen |                          | 94 272    | 31,22 %     | 56 / 114              | -17                   |
| Social-démocratie             | Peter Christian Knudsen    |                          | 76 612    | 25,37 %     | 24 / 114              | +8                    |
| Højre                         | Néant                      |                          | 63 335    | 20,97 %     | 12 / 114              | =                     |
| Parti social-libéral danois   | Carl Theodor Zahle         |                          | 38 151    | 12,63 %     | 9 / 114               | n/a                   |
| Gauche modérée                | Néant                      |                          | 20 487    | 6,78 %      | 9 / 114               | -3                    |
| Indépendants                  | Néant                      |                          | 9 099     | 3,01 %      | 4 / 114               | +3                    |